# 26 (număr)
26 (douăzeci și șase) este numărul natural care urmează după 25 și este urmat de 27.

## În matematică
- Este un număr compus.[1]
- Este un număr semiprim.[2][3]
- Este un număr Størmer.[4][5]
- Nu există nicio rezolvare a formulei φ(x) = 26, ceea ce înseamnă că 26 este un număr nontotient.[6]
- Este un număr piramidal heptagonal.[7]
- 26 este singurul număr întreg care este mai mare cu o unitate decât un pătrat perfect (26 = 52 + 1) și mai mic cu o unitate decât un cub perfect (26 = 33 − 1).[8]
- Un rombicuboctaedru este un poliedru ce are 26 de fețe.[9]

## În știință
- Este numărul atomic al fierului.[10]

### Astronomie
- NGC 26 este o galaxie spirală din constelația Pegasus.
- Messier 26 este un roi deschis situat în constelația Scutul.
- 26 Proserpina este o planetă minoră.
- 26P/Grigg-Skjellerup este o cometă periodică din sistemul solar.

## Alte domenii
- Este codul de țară UIC al Estoniei.[11]